# Gordon in de mode
Gordon in de mode was een tweedelige realitysoap van 50 minuten die werd uitgezonden op de Nederlandse televisiezender Talpa.
In deze soap werd Gordon gevolgd bij het opzetten van een kledinglijn genaamd By Gordon, maar het lijkt geen gemakkelijk leven te zijn. De kijker krijgt naast alle goede dingen ook vele minder plezierige kanten van het vak te zien.